# 費加羅冰原島峰
70°7′S 70°44′W / 70.117°S 70.733°W
費加羅冰原島峰（英語：Figaro Nunatak）是南極洲的冰原島峰，位於亞歷山大一世島北部，海拔高度約200米，該冰原島峰根據美國探險隊拍攝的空中照片繪入地圖。